# Wielka Synagoga w Bowsku
Wielka Synagoga w Bowsku (łot. Bauskas Lielā sinagoga) – nieistniejąca synagoga w Bowsku na Łotwie, zbudowana w 1840 roku. Znajdowała się przy obecnym adresie Rīgas iela 35, w sąsiedztwie starszej synagogi drewnianej, powstałej w latach 20. XX wieku.
Znajdowała się w niej wykonana przez lokalnego snycerza, skrzynia Tory, która w 1931 roku została uznana za państwowy zabytek kultury objęty ochroną.
W skład kompleksu synagogalnego wchodziły również pomieszczenia mieszkalne rabina. Jednym z rabinów synagogi był Awraham Kuk (1865–1935), późniejszy pierwszy aszkenazyjski główny rabin Palestyny. W pobliżu synagogi znajdowała się rzeźnia rytualna i sklep mięsny, wzniesione w drugiej połowie XIX wieku.
Synagoga została spalona razem z drewnianą, w trakcie niemieckiej okupacji Łotwy podczas II wojny światowej, 4 lipca 1941 roku.

## Memorial
W miejscu gdzie znajdowała się synagoga powstał pomnik upamiętniający społeczność żydowską Bauski oraz ofiary Holokaustu, odsłonięty 15 października 2017 roku. Autorem projektu jest łotewski rzeźbiarz Ģirts Burvis. Memorial powstał dzięki inicjatywie i darowiznom potomków Żydów z Bowska mieszkających w Izraelu, Stanach Zjednoczonych i Wielkiej Brytanii, a także dzięki wsparciu Rady Gminy Bowska oraz Rady Wspólnot i Zborów Żydowskich Łotwy.
Kompleks pomnikowy ma charakter instalacji przestrzennej z elementami rzeźbiarskimi i architektonicznymi. Składa się z symbolicznych murów synagogi, pięciu rzeźb przedstawiających osoby wychodzące z nabożeństwa, centralnie umieszczonej symbolicznej bimy z inskrypcjami oraz menorą ustawioną w miejscu dawnego aron ha-kodesz. W konstrukcji wykorzystano gabiony wypełnione dolomitem i fragmentami ruin dawnej synagogi wydobytymi z ziemi podczas prac budowlanych. Było to pierwsze w Łotwie zastosowanie tej techniki w projekcie pomnikowym.
Na górnej powierzchni bimy zamieszczono inskrypcję w języku łotewskim, przedstawiającą dzieje żydowskiej społeczności Bauski od XVII wieku do czasu jej zagłady podczas okupacji niemieckiej w 1941 roku. W tekście zawarto również nazwiska rodzin żydowskich zamordowanych w czasie Holokaustu.
„W hołdzie Żydom z Bowska, którzy przez wieki żyli tutaj i budowali to miasto, a którzy w 1941 roku zostali zamordowani przez nazistów i ich miejscowych pomocników. Cześć pamięci narodu żydowskiego – potomkowie Żydów z Bowska oraz mieszkańcy Bowska.” – treść głównej inskrypcji.
Pomnik pełni funkcję miejsca pamięci społeczności żydowskiej, która przez wieki stanowiła znaczącą część życia społecznego, gospodarczego i kulturalnego miasta. W 1935 roku w Bausce mieszkało 778 Żydów. W okresie międzywojennym działała tam szkoła podstawowa i liczne stowarzyszenia kulturalne. Po radzieckiej okupacji w 1940 roku wszystkie instytucje żydowskie zostały zlikwidowane, a część rodzin deportowano do Syberii. Po zajęciu miasta przez wojska niemieckie w lipcu 1941 roku Żydzi zostali poddani represjom, a następnie na początku sierpnia około 600 osób zostało zamordowanych w lesie Likverteni.
Pomnik został wyróżniony II miejscem w kategorii „Publiczna przestrzeń zewnętrzna” w konkursie Latvijas Būvniecības gada balva 2017 (pol. Łotewska Nagroda Roku w Budownictwie 2017).